# Брагоццо

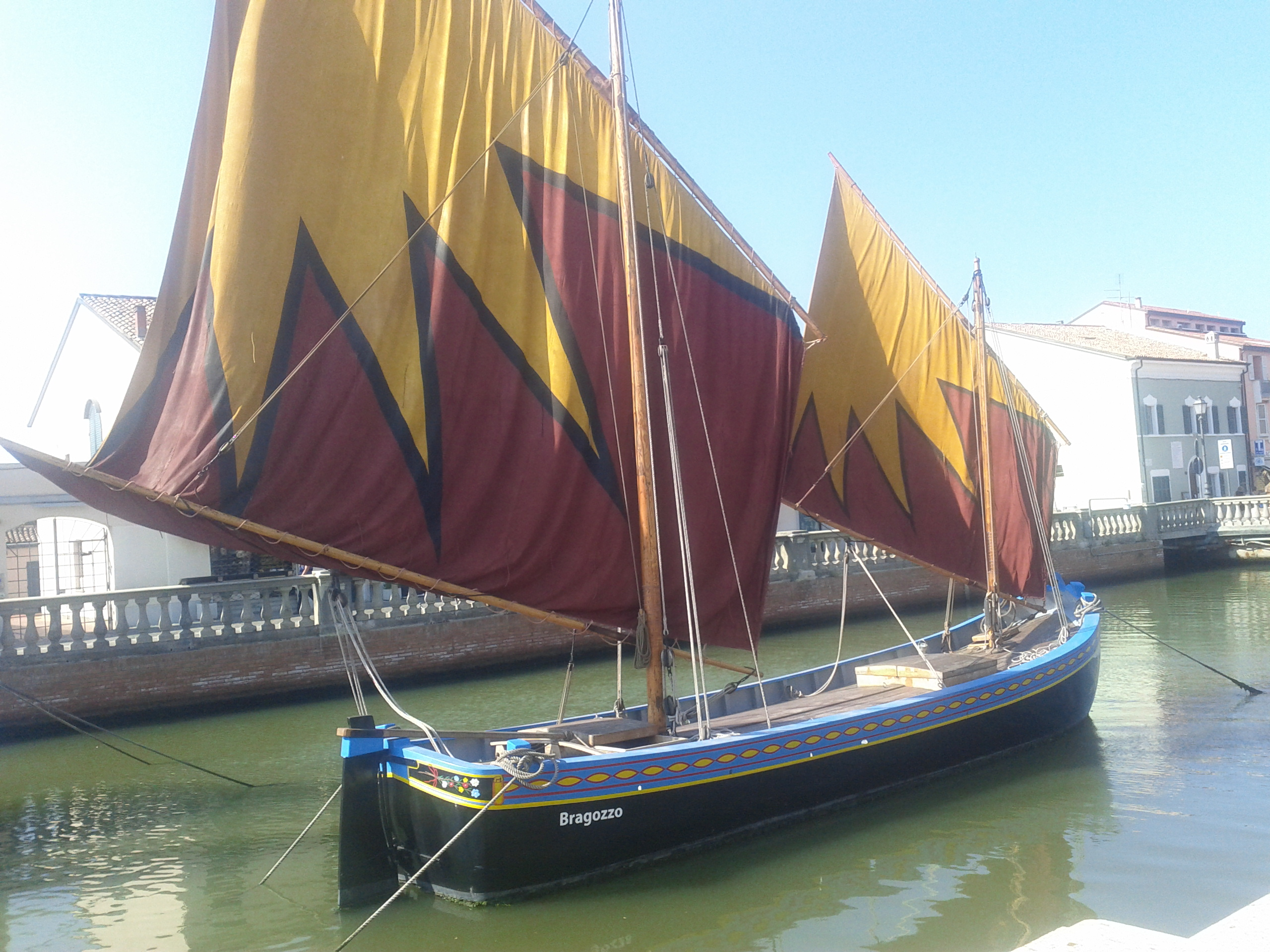
Брагоццо в морском музее Чезенатико

Брагоццо (итал. Bragozzo) — небольшое двухмачтовое рыболовецкое судно, характерное для Адриатического моря и Венеции.

## Конструкция
Как правило, типичное брагоццо имеет плоское днище без киля, приподнятые оконечности корпуса, изогнутые форштевень и ахтерштевень. Полная длина 8,5 — 14 метров, ширина 2,3 — 3,8 метра, осадка 0,8 — 1,2 метра. Палуба ровная, из всех надстроек имеется только рулевая рубка, расположенная у грот-мачты. Парусное вооружение состоит в основном из треугольных парусов, причём площадь грота около 130 м2, фока — 60 м2, кливера — 16 м2.
Грот мачта прямая, а короткая фок-мачта наклонена вперёд. Рулевая лопасть имеет значительную площадь и систему талей для управления; обычно она опущена гораздо ниже донной части корпуса.
Корпус и паруса таких судов традиционно украшались декоративной росписью.